# Jean-Sébastien Giguère
Jean-Sébastien Giguère (ur. 16 maja 1977 roku w Montrealu) – kanadyjski hokeista.

## Kariera klubowa
- Laurentides Vikings (1992–1993)
- Verdun Collège-Français (1993–1994)
- Halifax Mooseheads (1994–1997)
- Hartford Whalers (1997)
- Saint John Flames (1997–1998)
- Calgary Flames (1998–2000)
  -  Saint John Flames (1998–2000)
- Anaheim Ducks (2000–2004, 2005–2010)
  -  Cincinnati Mighty Ducks (2000)
  -  Hamburg Freezers (2004–2005)
- Toronto Maple Leafs (2010–2011)
- Colorado Avalanche (2011-2014)

Latem 2014 ogłosił zakończenie kariery zawodniczej.

## Sukcesy
Reprezentacyjne
- Złoty medal mistrzostw świata: 2004

Klubowe
- Puchar Stanleya: 2007

Indywidualne
- Harry „Hap” Holmes Memorial Award: 1998
- Conn Smythe Trophy: 2003
- NHL All-Star Game: 2009